# テトラメチル鉛
テトラメチル鉛（Tetramethyllead）または四メチル鉛は、ガソリンのアンチノック添加剤として使用される化合物である。環境への配慮のために段階的に使用が停止されている。
テトラエチル鉛に類似した無色の液体で、水に溶けにくく有機溶媒に溶けやすい。
日本においては、類縁体のエチルトリメチル鉛、ジエチルジメチル鉛、テトラエチル鉛と合わせて四アルキル鉛と総称され、毒物及び劇物取締法で規定される特定毒物であると共に、労働安全衛生法に基づき、取り扱う事業者には作業主任者の選定、労働者の定期的な特殊健康診断及び、安全又は衛生のための特別の教育が義務付けられている。
アメリカの国立労働安全衛生研究所（NIOSH）は、テトラメチル鉛を潜在的な労働災害リスクとしている。テトラメチル鉛への推奨される時間加重平均暴露限界は、10時間の労働時間中の1立方メートルあたり0.075ミリグラムである。アメリカ合衆国労働省労働安全衛生管理局（OSHA）許容暴露限界は、この濃度で1日8時間労働を行った場合と同じ値になっている。
テトラメチル鉛への曝露は、中枢神経系、腎臓、および循環器に影響を与える可能性がある。テトラメチル鉛は、呼気吸入、眼との接触、皮膚吸収、および物質の経口摂取によって吸収される可能性がある。曝露の症状には、不眠症、昏睡、発作、躁病、せん妄、食欲不振、吐き気、低血圧、不安、落ち着きのなさ、悪夢などがある。曝露の応急処置には、人工呼吸、即時の眼の洗浄、および水による即時の洗浄が含まれる。テトラメチル鉛を経口摂取した場合は、直ちに医師の診察を受ける必要がある